# Humanitarna psihologija dela
Humanitarna psihologija dela združuje organizacijsko, industrijsko in delovno področje psihologije z namenom povečanja dobrobiti vseh ljudi. Zajema uporabo industrijsko organizacijske psihologije pri humanitarnem delu ter zagotavlja, da je vsako delo čim bolj humano. Osredotočena je tudi na ekonomsko nevarnost in neenakost, visoko bezposelnost, bolezni in na hitre družbene ter okoljske spremembe.
Izraz humanitarian work psychology, ki se v slovenščino prevaja kot humanitarna psihologija dela, zajema dve perspektivi. Prva perspektiva združuje prvi dve besedi, in sicer humanitarian work (slo. humanitarno delo) in jima dodaja še psihološki vidik. V slovenščino lahko to perspektivo prevedemo kot psihologija humanitarnega dela. Psihologija humanitarnega dela se osredotoča na humanitarne organizacije in obravnava teme kot so: vsakdanji organizacijski stresorji, povezave med delom in osebnim življenjem, obvladovanje stresa v območjih prizadetih z vojno, sušo in drugimi naravnimi katastrofami.
Druga perspektiva združuje drugi dve besedi, in sicer work psychology (slo. psihologija dela), ter njima dodaja humanitarni vidik. To perspektivo lahko v slovenščino prevedemo kot humanitarna psihologija dela. Humanitarna psihologija dela se osredotoča na uporabo psihologije z namenom izboljšanja življenjskih pogojev ljudi, na primer: spodbujanje varnih delovnih pogojev in dostojnih plač v vseh sektorjih.

## Predmet humanitarne psihologije dela
Humanitarna psihologija dela je pogosto osredotočena na družbena in organizacijska vprašanja, ki se nanašajo na ekonomsko nevarnost, neenakost, visoko brezposelnost ter hitre družbene spremembe. Psihologi, ki delajo na področju humanitarne psihologije dela, imajo pomembno vlogo pri izbiri in namestitvi prostovoljcev in pri razvijanju vprašalnikov, s katerimi lahko hitro določijo ljudi, ki želijo biti prostovoljci, ko pride do nesreče. Na ta način se bistveno zmanjša kadrovska obremenitev, ki bi sicer preplavila agencije za pomoč žrtvam.
Teorije organizacijske psihologije se lahko uporabijo tudi za preučevanje izgorelosti, zadovoljstva z delom, stresa in distresa pri prostovoljcih. Na tak način se lahko določijo ukrepi, ki izboljšajo pogoje prostovoljnega dela.

## Zgodovina humanitarne psihologije dela
Humanitarna psihologija dela se je razvijala postopoma. Leta 2007 je Stuart C. Carr, profesor psihologije na univerzi Massey na Novi Zelandiji in član skupine za raziskovanje revščine, ustanovil »Povio«: seznam elektronskih naslovov s ciljem povezovanja organizacijskih psihologov, ki kažejo interes za prosocialno uporabo organizacijske psihologije.
Leta 2008 sta na vsakoletni konferenci Siopa (Društva za industrijsko in organizacijsko psihologijo) predstavljena simpozija imenovana Organizacijski psihologi in svetovna revščina: Naše vloge in obveznosti in Revščina psihologije: Jo lahko zmanjšamo?. Med tem so tako organizacijski psihologi kot strokovnjaki z drugih področij razpravljali o vlogi organizacijske psihologije pri zmanjševanju revščine v svetu. Leta 2009 je prišlo do ustanovitve začasne delovne skupine »Global Task Force on Organizational Psychology for Development«, ki je zadolžena za spodbujanje, promocijo in razvoj humanitarne psihologije dela na način, da združi mednarodne skupnosti osredotočene na usklajevanje prosocialnih načrtov in dostojnega dela z lokalnimi potrebami. Med formiranjem te delovne skupine je bil izraz humanitarna psihologija dela prvič uporabljen.
Leta 2012 je začasna delovna skupina organizacijske psihologije za razvoj postala trajna organizacija, v katero se je vključilo čez 100 dodatnih članov in se danes imenuje Globalna organizacija za humanitarno psihologijo dela.

## Globalna organizacija humanitarne psihologije dela
Različni strokovnjaki na področju psihologije dela in organizacije, ki imajo skupen interes za uporabo te discipline v namene izboljševanja stanja človeštva oziroma povečanja dobrobiti ljudi, se združujejo v organizacijo, ki se imenuje Globalna organizacija humanitarne psihologije dela (ang. Global Organization for Humanitarian Work Psychology).
Le-ta ima tri glavne cilje:
1. Razvijati, spodbujati in podpirati področje humanitarne psihologije dela skozi akademska raziskovanja, projekte, izobraževanja, opazovanja in usvojitve najboljših praks na tem področju.
2. Promovirati svoje vrednote med disciplinami, organizacijami in društvi v katerih so člani vključeni. Predvsem gre za psihologijo, organizacijsko psihologijo in področja vključena v povečanje dobrobiti ljudi.
3. Kot organizacijski psihologi spodbujati in sodelovati v različnih humanitarnih dejavnostih, ki prispevajo k zmanjšanju revščine in opolnomočenju prikrajšanih skupin.

Ob ustanovitvi je Globalno organizacijo za humanitarno psihologijo dela sestavljalo okoli 90 članov, danes pa organizacija šteje okoli 500 članov z različnimi poklicnimi profili, od profesorjev, psihologov, ki delajo v različnih podjetjih do zaposlenih v vladi in vojski. v organizacijo je vključeno tudi veliko število študentov, ki kažejo interes za področje humanitarne psihologije dela.

## Humanitarni delavci in humanitarna psihologija dela
Humanitarna psihologija dela se zavzema za to, da bi bili humanitarni delavci deležni posebnega treninga oziroma usposabljanja za delo v neki humanitarni akciji. Takšna usposabljanja so namreč bistvenega pomena za preprečevanje stresa med zaposlenimi. Dobro pa bi bilo tudi, da bi vsaka humanitarna organizacija imela zaposlenega svetovalca na terenu, ki bi bil na voljo zaposlenim, saj so humanitarni delavci zaradi narave njihovega dela izpostavljeni številnim izzivom in stresu, ki vpliva na njihovo blagostanje.
Humanitarni delavci se soočajo s številnimi dejavniki, ki vodijo v povečanje stresa. Takšni dejavniki so npr.: omejitev gibanja zaradi varnostnih razlogov, prekomerna delovna obremenitev ipd. raziskave so pokazale, da se pri humanitarnem delavcu, ko le-ta prevzame peto misijo, povečajo izgorelost, depresija, anksioznost in stres, ter da kar 10 % humanitarnih delavcev po končani nalogi doživi posttravmatski stresni sindrom (PTSD). Hkrati se pri humanitarnih delavcih povečuje tudi umrljivost, bodisi zaradi prenosljivih bolezni, nasilja ali nesreč.